# Cremnomys
Cremnomys là một chi động vật có vú trong họ Muridae, bộ Gặm nhấm. Chi này được Wroughton miêu tả năm 1912. Loài điển hình của chi này là Cremnomys cutchicus Wroughton, 1912.

## Các loài
Chi này gồm các loài: